# María Luisa Gutiérrez
María Luisa Gutiérrez (Mahón, Menorca, Islas Baleares, 1930) es una jugadora de ajedrez española.
Vivió en el Protectorado español de Marruecos y posteriormente se trasladó a Valencia, donde se empezó a jugar al ajedrez resultando cinco veces campeona regional de Valencia.

## Resultados destacados en competición
Fue cuatro veces campeona de España, en los años 1957, 1959, 1965 y 1967, y resultó subcampeona en dos ocasiones, en los años 1951 y 1972.